# Maierdorf
Maierdorf là một đô thị thuộcFeldbach trong bang Steiermark, nước Áo. Đô thị Maierdorf có diện tích 9,3 km², dân số cuối năm 2005 là 579 người.